# 冬の幻
「冬の幻」（ふゆのまぼろし）は、Acid Black Cherryの4枚目のシングル。2008年1月16日にmotorodから発売された。

## 概要
1stアルバム『BLACK LIST』の先行シングルとして発売された。
完全限定生産盤にはW応募特典がついている。
PV、フリーライブ等でドラムを担当していた淳士がレコーディングに初参加。初めてのPV出演メンバー全員によるレコーディングだった。
カップリング曲には《Recreation Track》として1988年に工藤静香がリリースした6thシングル「恋一夜」のカバーを収録している。

## チャートと売上
オリコンのデイリーチャートでソロ活動初となる1位を獲得。ウィークリーチャートでは前作に引き続き2位を獲得。だが、1位だった東方神起の「Purple Line」との初動売上の差は僅か542枚だった。ただ、1stアルバム『BLACK LIST』の先行シングルとして発売された影響もあってか、売り上げの方はあまり奮わなかった。

## 批評
マーティ・フリードマンは、「冬の幻」を「メロディーだけを聴いていると、髙橋真梨子が歌うのもアリじゃんって思わせるくらい、日本的な"ザ・歌謡曲"というもの。でも、Acid Black Cherryは、それをゴリゴリのロックの解釈で仕上げているのが凄く面白い。」と評した。

## 収録曲

### CD
1. 冬の幻 [5:37]
  - 作詞・作曲・編曲：林保徳

歌詞のテーマは恋人を亡くした男性が、その悲しみに押しつぶされそうになりながらも、自分で生きていくことを決意するというもの。この曲はファンからの手紙を元にし、その内容をyasuが自分に置き換えて書いた。
この楽曲はUKロックを意識して作られた。この曲はレコーディングの段階で生のストリングスを入れたものの、yasu曰く「ミックスで容赦なくその音を下げた」と語っている。
PVのバンドメンバーには、ギターにBREAKERZのAKIHIDEが、ベースにSHUSEが、ドラムにSIAM SHADEの淳士がそれぞれ出演している。PENICILLINの千聖は、遺影のみ登場。PVの内容は、アキバ系スタイルのyasuがヲタク狩りに合い、病院に運び込まれるというドラマティックな内容であり、その中で、yasuを懸命に治療する女医役には、グラビアアイドルの大久保麻理子が出演しており、眼帯をしたyasuの演奏映像がシャッフル形式で構成されている。また、曲の終盤では今までリリースされたシングルのPVが刷り込まれている。
2. 恋一夜 [4:48]
  - 作詞：松井五郎 、作曲：後藤次利 、編曲：Noriyoshi Matsushita

### DVD
1. 冬の幻【music clip】
2. OFF SHOT

## 収録アルバム
| 曲名   | アルバム       | 発売日        | 備考                  |
| ------ | -------------- | ------------- | --------------------- |
| 冬の幻 | 『BLACK LIST』 | 2008年2月20日 | 1stオリジナルアルバム |